# أليس موران
أليس موران هي ممثلة كندية، ولدت في 2 أغسطس 1988 في أجاكس في كندا.

## وصلات خارجية
- أليس موران على موقع IMDb (الإنجليزية)
- أليس موران على موقع ألو سيني (الفرنسية)
- أليس موران على موقع قاعدة بيانات الفيلم (الإنجليزية)
- أليس موران على موقع كينوبويسك (الروسية)